# 脈褶菌
脈褶菌，分布於台灣，日本與中國，屬小皮傘科一種，色通常為白色帶點淡黃色。另外，該種野菇也是木棲腐生的小型菇類。